# Madjer
João Víctor Saraiva (Luanda, Angola, 22 de enero de 1977), conocido como Madjer,  es un jugador de fútbol playa. 
Con la selección de Portugal ha participado en seis copas mundiales de la FIFA, en las que ha obtenido el «Balón de oro» en dos ocasiones como mejor jugador del torneo (2005 y 2006); y la «Bota de oro» en tres oportunidades como el mejor goleador (2005, 2006, y 2008). En el Mundialito de Clubes de 2012, también fue el mejor anotador con diez goles.
Durante su carrera deportiva ha sido parte de los clubes: Cavalieri del Mare, Milano Beach Soccer y Roma, de Italia; Torres Novas y Sporting, de Portugal; São Paulo de Brasil; y Lokomotiv de Rusia.